# Sharon Rooney
Sharon Rooney (* 22. Oktober 1988 in Glasgow, Schottland) ist eine schottische Schauspielerin. Bekanntheit erlangte sie durch ihre Rolle der Rae Earl in der britischen Serie My Mad Fat Diary.

## Leben
Rooney wurde in Glasgow geboren. Als Kind schauspielerte sie häufig für ihre Großeltern. Mit 16 brach sie die Schule ab, um eine Schauspielkarriere zu verfolgen. Anschließend besuchte sie die University of Hull, um ein Studium für darstellende Kunst zu beginnen.

## Karriere
Rooney begann ihre Karriere als Stand-up-Comedian. Mit einer Theatergruppe tourte sie durch Großbritannien, um an verschiedenen Schulen Theaterstücke aufzuführen. Ihre erste Fernsehrolle bekam sie in der Serie My Mad Fat Diary, für die sie unter anderem eine BAFTA-Nominierung erhielt.

## Filmografie (Auswahl)
- 2013–2015: My Mad Fat Diary
- 2014: Sherlock
- 2016: Brief Encounters (Fernsehserie, 6 Folgen)
- 2018: Dumbo
- 2019: The Capture
- 2021: McDonald & Dodds (Fernsehserie, 1 Folge)
- 2021: Die wundersame Welt des Louis Wain (The Electrical Life of Louis Wain)
- 2023: Barbie